# Mistrzostwa Europy w Kolarstwie Torowym 2023
14. Mistrzostwa Europy w Kolarstwie Torowym 2023 – zawody sportowe, które odbyły się w dniach 8 – 12 lutego 2023 roku, na torze kolarskim Velodrome Suisse w Grenchen.

## Medaliści

### Mężczyźni
| Konkurencja                        | Złoto                                                                                   | Srebro                                                                            | Brąz                                                                                          | Źródło |
| ---------------------------------- | --------------------------------------------------------------------------------------- | --------------------------------------------------------------------------------- | --------------------------------------------------------------------------------------------- | ------ |
| Sprint indywidualny                | Harrie Lavreysen                                                                        | Mateusz Rudyk                                                                     | Rayan Helal                                                                                   | [ 1 ]  |
| Sprint drużynowy                   | Holandia Jeffrey Hoogland · Harrie Lavreysen · Roy van den Berg · Tijmen van Loon       | Wielka Brytania Jack Carlin · Alistair Fielding · Hamish Turnbull · Joseph Truman | Francja Timmy Gillion · Melvin Landerneau · Sébastien Vigier                                  | [ 2 ]  |
| Wyścig indywidualny na dochodzenie | Jonathan Milan                                                                          | Daniel Bigham                                                                     | Tobias Buck-Gramcko                                                                           | [ 3 ]  |
| Wyścig drużynowy na dochodzenie    | Włochy Filippo Ganna · Francesco Lamon · Jonathan Milan · Manlio Moro · Simone Consonni | Wielka Brytania Daniel Bigham · Charlie Tanfield · Ethan Vernon · Oliver Wood     | Francja Thomas Denis · Corentin Ermenault · Quentin Lafargue · Benjamin Thomas · Adrien Garel | [ 4 ]  |
| Keirin                             | Harrie Lavreysen                                                                        | Patryk Rajkowski                                                                  | Jeffrey Hoogland                                                                              | [ 5 ]  |
| Omnium                             | Benjamin Thomas                                                                         | Simone Consonni                                                                   | William Perrett                                                                               | [ 6 ]  |
| 1000 m                             | Jeffrey Hoogland                                                                        | Alejandro Martínez                                                                | Maximilian Dörnbach                                                                           | [ 7 ]  |
| Wyścig punktowy                    | Simone Consonni                                                                         | Albert Torres                                                                     | Donavan Grondin                                                                               | [ 8 ]  |
| Scratch                            | Oliver Wood                                                                             | Roy Eefting                                                                       | Donavan Grondin                                                                               | [ 9 ]  |
| Wyścig eliminacyjny                | Tim Torn Teutenberg                                                                     | Rui Oliveira                                                                      | Philip Heijnen                                                                                | [ 10 ] |
| Madison                            | Niemcy Roger Kluge · Theo Reinhardt                                                     | Włochy Simone Consonni · Michele Scartezzini                                      | Francja Donavan Grondin · Benjamin Thomas                                                     | [ 11 ] |

### Kobiety
| Konkurencja                        | Złoto                                                                           | Srebro                                                                        | Brąz                                                                  | Źródło |
| ---------------------------------- | ------------------------------------------------------------------------------- | ----------------------------------------------------------------------------- | --------------------------------------------------------------------- | ------ |
| Sprint indywidualny                | Lea Friedrich                                                                   | Pauline Grabosch                                                              | Sophie Capewell                                                       | [ 12 ] |
| Sprint drużynowy                   | Niemcy Lea Friedrich · Pauline Grabosch · Emma Hinze · Alessa-Catriona Pröpster | Wielka Brytania Lauren Bell · Emma Finucane · Katy Marchant · Sophie Capewell | Holandia Kyra Lamberink · Hetty van de Wouw · Steffie van der Peet    | [ 13 ] |
| Wyścig indywidualny na dochodzenie | Franziska Brauße                                                                | Josie Knight                                                                  | Mieke Kröger                                                          | [ 14 ] |
| Wyścig drużynowy na dochodzenie    | Wielka Brytania Katie Archibald · Neah Evans · Josie Knight · Anna Morris       | Włochy Martina Alzini · Elisa Balsamo · Martina Fidanza · Vittoria Guazzini   | Niemcy Franziska Brauße · Lisa Klein · Mieke Kröger · Laura Süßemilch | [ 15 ] |
| Keirin                             | Lea Friedrich                                                                   | Emma Finucane                                                                 | Emma Hinze                                                            | [ 16 ] |
| Omnium                             | Katie Archibald                                                                 | Daria Pikulik                                                                 | Lotte Kopecky                                                         | [ 17 ] |
| 500 m                              | Emma Hinze                                                                      | Taky Marie-Divine Kouamé                                                      | Hetty van de Wouw                                                     | [ 18 ] |
| Wyścig punktowy                    | Anita Stenberg                                                                  | Shari Bossuyt                                                                 | Marie Le Net                                                          | [ 19 ] |
| Scratch                            | Maria Martins                                                                   | Eukene Larrarte                                                               | Daria Pikulik                                                         | [ 20 ] |
| Wyścig eliminacyjny                | Lotte Kopecky                                                                   | Valentine Fortin                                                              | Maike van der Duin                                                    | [ 21 ] |
| Madison                            | Wielka Brytania Katie Archibald · Elinor Barker                                 | Francja Victoire Berteau · Clara Copponi                                      | Włochy Elisa Balsamo · Vittoria Guazzini                              | [ 22 ] |

## Tabela medalowa
| Miejsce | Państwo         | złoto | srebro | brąz | Razem |
| ------- | --------------- | ----- | ------ | ---- | ----- |
| 1.      | Niemcy          | 7     | 1      | 5    | 13    |
| 2.      | Wielka Brytania | 4     | 6      | 2    | 12    |
| 3.      | Holandia        | 4     | 1      | 5    | 10    |
| 4.      | Włochy          | 3     | 3      | 1    | 7     |
| 5.      | Francja         | 1     | 3      | 7    | 11    |
| 6.      | Belgia          | 1     | 1      | 1    | 3     |
| 7.      | Portugalia      | 1     | 1      | 0    | 2     |
| 8.      | Norwegia        | 1     | 0      | 0    | 1     |
| 9.      | Polska          | 0     | 3      | 1    | 4     |
| 10.     | Hiszpania       | 0     | 3      | 0    | 3     |